# Season of Glass (EP)
Season of Glass là mini album đầu tay của nhóm nhạc nữ Hàn Quốc GFriend. Nó được phát hành vào ngày 15 tháng 1 năm 2015, thông qua Source Music và được phân phối bởi KT Music. Album có tổng cộng 5 bài hát, với "Glass Bead" là bài hát chủ đề và một bản nhạc không lời cùng tên. Album đạt vị trí số 9 trên Gaon Album Chart và đã bán được hơn 10,000 bản. GFriend đã quảng bá album với một loạt các buổi biểu diễn trực tiếp trên các chương trình âm nhạc của Hàn Quốc. Sản phẩm đầu tay của họ thường được so sánh với sản phẩm đầu tay của Girls' Generation, với âm nhạc và vũ đạo của "Glass Bead" gợi nhớ đến "Into the New World".

## Phát hành và quảng bá
Vào tháng 11 năm 2014, Source Music đã công bố sự ra mắt sắp tới của nhóm nhạc nữ đầu tiên của họ, có tên là GFriend. Vào ngày 5 tháng 1, toàn bộ các thành viên trong nhóm đã được tiết lộ và ngày phát hành album của họ đã được công bố. Mini album đầu tay của GFriend đã được phát hành dưới dạng kỹ thuật số vào ngày 15 tháng 1 và được phát hành ở định dạng CD vào ngày hôm sau. Video âm nhạc cho bài hát chủ đề "Glass Bead" được sản xuất bởi Zanybros và được đạo diễn bởi Hong Won-ki. GFriend định hướng âm nhạc và hình ảnh nhắm đến khán giả tuổi teen, và video âm nhạc được ghi hình ở nhiều địa điểm khác nhau như trường học, bao gồm cả lớp học và phòng tập thể dục. "Glass Bead" là bài hát đầu tiên nằm trong "bộ ba khái niệm trường học" của nhóm và nó đại diện cho sự khởi đầu của một học kỳ và tận hưởng thời gian với bạn bè.
GFriend đã quảng bá album với các buổi biểu diễn cho bài hát chủ đề "Glass Bead" trên nhiều chương trình âm nhạc khác nhau, bắt đầu với Music Bank vào ngày 16 tháng 1. Nhóm đã thể hiện một hình ảnh "ngây thơ và trẻ trung", mặc trang phục lấy cảm hứng từ đội cổ vũ với kiểu tóc và lối trang điểm đơn giản. Trái ngược với ngoại hình của họ, vũ đạo của nhóm được mô tả là "mạnh mẽ" và "tràn đầy năng lượng".

## Sản xuất và sáng tác
Bản nhạc giới thiệu của album, "Glass Bead", và "White" được viết bởi Iggy và Seo Yong-bae, những người trước đây đã viết các bài hát như "Heaven" của Ailee và "Catallena" của Orange Caramel. Seo Yong-bae là một nhà sản xuất tại Rainbow Bridge World. "Neverland" được sáng tác bởi Yoon Woo-seok của ZigZag Note và Kang Myeong-shin, với lời bài hát của Kim Seo-Jun và Kim Yong-hwan (Eden Beatz).
"Glass Bead" là bài hát bubblegum pop, với "âm thanh dây tuyệt vời, nhịp mạnh mẽ, và giai điệu cảm xúc và trôi chảy". Lời bài hát theo quan điểm của một cô gái tuổi teen, người nói rằng cô sẽ không dễ dàng bị phá vỡ mặc dù trông có vẻ mỏng manh như một hạt thủy tinh, và sẽ tỏa sáng cho người cô yêu. Ban đầu, một bài hát khác, "nhẹ nhàng" hơn, "White" đã được chọn làm bài hát chủ đề của album. Tại thời điểm đó, người quản lý của GFriend đã đưa "Glass Bead" cho nhóm nghe thử lần đầu tiên, và tất cả các thành viên đều thích nó ngay lập tức. Sowon nói rằng bài hát "mang lại cảm giác như chạy xung quanh tại phòng tập thể dục, điều mà tôi nghĩ phù hợp với chúng tôi hơn". Mặc dù bài hát thường được so sánh với "Into the New World" của Girls' Generation, nhưng nó đã gợi nhớ đến Fin.K.L và S.E.S., các nhóm nhạc nữ Hàn Quốc từ những năm cuối 1990 và đầu năm 2000. "Neverland" là một bài hát sôi động với những bản nhạc và guitar "mạnh mẽ", có sự hòa âm của giọng hát trong đoạn điệp khúc, và "White" là một bài hát nhảy có nhịp độ trung bình gợi nhớ những năm 1990.

## Đón nhận
Album đã lọt vào Gaon Album Chart hàng tuần ở vị trí số 12 và đạt vị trí số 9 trong tuần thứ hai của tháng 2. Nó là album bán chạy thứ 38 trong tháng 1, khi bán được 1,146 bản. Tính đến tháng 6 năm 2016, nó đã bán được tổng cộng 11,640 bản. "Glass Bead" ra mắt ở vị trí số 89 trên Gaon Digital Chart và đạt vị trí số 25 vào tuần sau. Video âm nhạc của "Glass Bead" cũng là video âm nhạc K-pop được xem nhiều thứ 9 trên toàn thế giới trong tháng 1.
Vào cuối tháng 1, GFriend đã được điểm tên trong danh sách 5 nghệ sĩ K-pop hàng đầu đáng để theo dõi nhất năm 2015 của Billboard. Jeff Benjamin cho biết, GFriend, cùng với nhóm nhạc nữ tân binh Lovelyz, đã "dẫn đầu một làn sóng nghệ sĩ nữ mới với vẻ ngoài ngây thơ cổ điển", trái ngược với xu hướng "gợi cảm" phổ biến năm 2014. Anh nói "âm thanh ngọt ngào" và vũ đạo "không ngừng nghỉ" của "Glass Bead" đã mang đến "nỗi nhớ không thể chối cãi" với đĩa đơn đầu tay của Girl's Generation, "Into the New World". Viết cho Fuse, anh cho biết GFriend là "nhóm nhạc nữ ngây thơ thành công nhất" và gọi "Glass Bead" là "viên ngọc hoài cổ". Anh kết luận rằng nhóm cần phải tạo ra một bản sắc duy nhất cho chính mình.

## Danh sách bài hát
| STT              | Nhan đề                                                 | Phổ lời          | Phổ nhạc                     | Sản xuất         | Thời lượng |
| ---------------- | ------------------------------------------------------- | ---------------- | ---------------------------- | ---------------- | ---------- |
| 1.               | "Season of Glass" (Intro)                               |                  | Iggy Seo Yong-bae            | Iggy Seo         | 1:13       |
| 2.               | "Glass Bead" (tiếng Hàn: 유리구슬; Romaja: Yuri Guseul) | Iggy Seo         | Iggy Seo                     | Iggy Seo         | 3:23       |
| 3.               | "Neverland"                                             | Eden Beatz       | ZigZag Note Kang Myeong-shin | ZigZag Note Kang | 3:11       |
| 4.               | "White" (하얀마음; Hayan Maeum)                         | Iggy Seo         | Iggy Seo                     | Iggy Seo         | 3:45       |
| 5.               | "Glass Bead" (phiên bản nhạc không lời)                 |                  | Iggy Seo                     | Iggy Seo         | 3:23       |
| Tổng thời lượng: | Tổng thời lượng:                                        | Tổng thời lượng: | Tổng thời lượng:             | Tổng thời lượng: | 14:55      |

## Sản xuất
Thông tin được lấy từ các ghi chú trên album.
Địa điểm
- Thu âm tại K-Note Studio
- Thu âm tại Hong Sound (bài 2)
- Thu âm tại Big Hit Studio (bài 2)
- Phối nhạc tại Cube Studio
- Hoàn chỉnh âm thanh tại Suono Mastering

Sản xuất
- GFriend– hát đệm (bài 2–5)
- Seo Yong-bae – lập trình trống (bài 1–2, 5)
- Iggy – piano (bài 1–2, 5), electric piano (track 4), synthesizer (bài 1–2, 4–5)
- Kwon Seok-hong – sắp xếp dây đàn (bài 2, 5)
- Kim So-ri – hát đệm (bài 2–5)
- Jung Jae-pil – guitar (bài 2–3, 5)
- Yoong strings – dây đàn (bài 2, 5)
- Kim Gi-wook – bass (bài 3)
- No Eun-jong – guitar (bài 3)

## Bảng xếp hạng
| Bảng xếp hạng         | Vị trí cao nhất |
| --------------------- | --------------- |
| Album Hàn Quốc (Gaon) | 9               |